# Zygmunt Chamiec

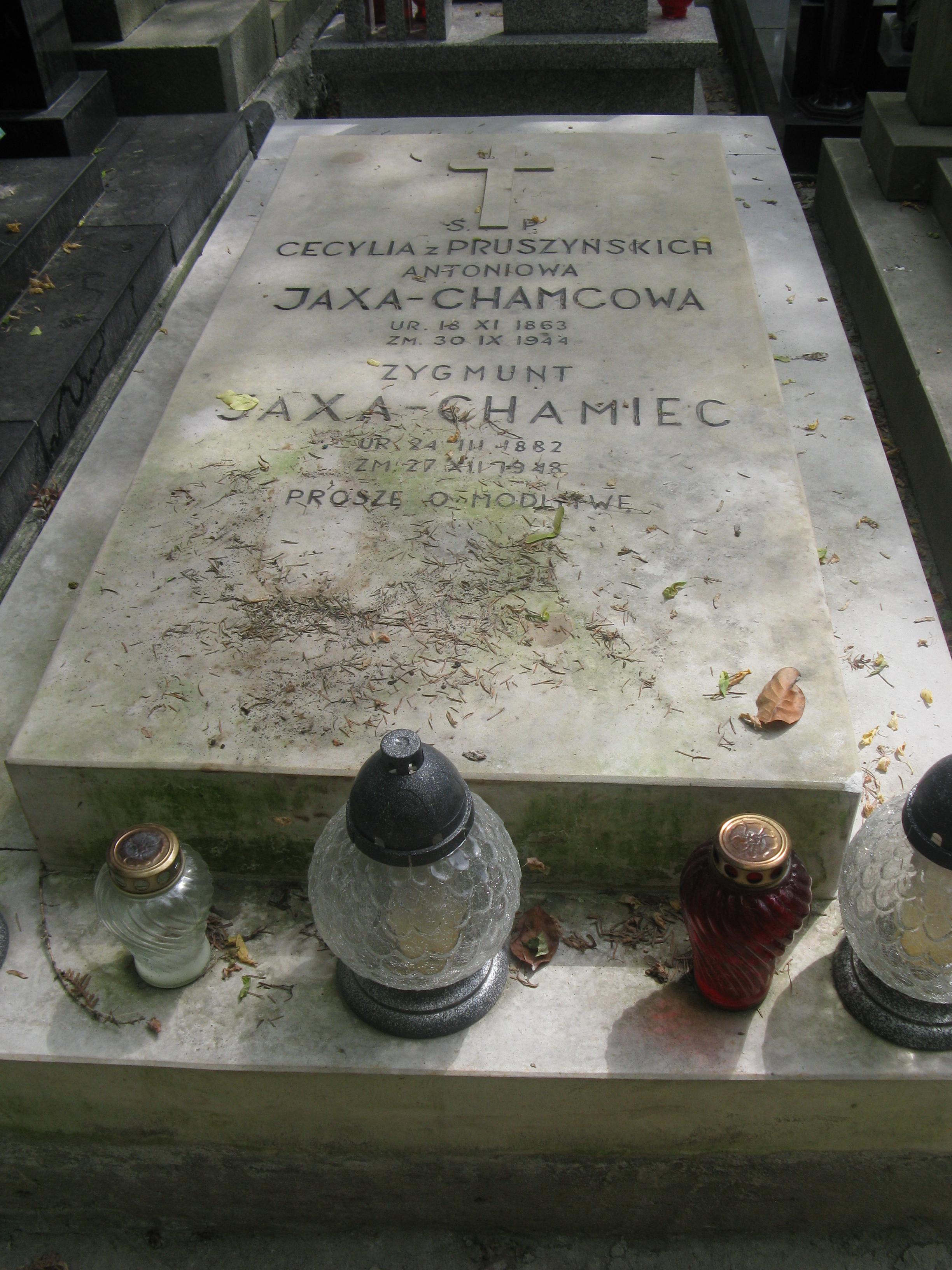
Grób Zygmunta Jaxy-Chamca na cmentarzu Powązkowskim

Zygmunt Jaxa-Chamiec h. Gryf (ur. 24 marca 1882 w Wiedniu, zm. 27 grudnia 1948 w Warszawie) – polski działacz gospodarczy, organizator polskiej radiofonii, pierwszy dyrektor Polskiego Radia.

## Życiorys
Urodził się jako najstarszy syn Antoniego Jaxy-Chamca h. Gryf (1847–1915) i Marii Cecylii Ursyn-Pruszyńskiej h. Rawicz (1863–1944), którzy byli posiadaczami majątku Stepańce w pobliżu Kaniowa. W 1900 roku ukończył gimnazjum w Kijowie, w nagrodę za dobre wyniki w nauce otrzymał złoty medal. Początkowo studiował rolnictwo i ekonomię na Uniwersytecie Lwowskim, studia ekonomiczne kontynuował w Wiedniu, a następnie w Genewie. Następnie wyjechał do Strasburga, gdzie studiował medycynę, szczególną uwagę zwrócił na bakteriologię. W 1910 roku uzyskał tytuł doktora medycyny, ale choroba ojca zmusiła go do powrotu w rodzinne strony i przejęcia zarządzania majątkiem. Wkrótce powierzył go starszej siostrze, a sam próbował swoich sił dzierżawiąc inne gospodarstwo wielkopowierzchniowe. Niepowodzenie sprawiło, że wyjechał do Warszawy, gdzie zarządzał dobrami hrabiny Marii Branickiej. Jesienią 1915 roku został dyrektorem administracyjnym Operetki Warszawskiej, która znajdowała się w złej sytuacji finansowej. Zrezygnował z tej funkcji 1 stycznia 1916 roku, ale pół roku później powrócił na to stanowisko. Niestety plan poprawienia kondycji finansowej się nie udał, ponieważ uruchomiona scena letnia W Dolinie Szwajcarskiej nie przyniosła spodziewanego dochodu. Mimo to w sezonie teatralnym 1916/1917 pozostał na stanowisku dyrektora administracyjnego, a następnie otrzymał propozycję objęcia stanowiska dyrektora w Polskiej Krajowej Kasie Pożyczkowej.
Po odzyskaniu niepodległości wyjechał do Wielkiej Brytanii jako negocjator, a następnie był przedstawicielem Komisji Ekonomicznej przy Komitecie Narodowym Polskim w Paryżu. Następnie był sekretarzem generalnym Polskiej Delegacji Ekonomicznej i polskim przedstawicielem w Komisji Odszkodowań na paryskiej Konferencji Pokojowej. Podróżował do Stanów Zjednoczonych i Wielkiej Brytanii, poznał wówczas Guglielmo Marconiego, jednego z pionierów radiotechniki na świecie, zapoznał się również z działalnością radiofoniczną w zakresie zarządczym i administracyjnym.
W 1923 roku powrócił do Warszawy i postanowił uruchomić w Polsce stację radiową, jednak sytuacja finansowa kraju uniemożliwiała stworzenie odpowiedniej infrastruktury. W 1924 roku ogłoszono konkurs na budowę polskiej radiofonii, uwzględniono udział kapitału prywatnego (w tym zagranicznego). Ostatecznie rząd wyłożył 25% potrzebnej kwoty, a 75% francuskie spółki Marconi Wireless Telegraph i Société Française Radioélectrique, w ten sposób powstało Polskie Towarzystwo Radiotechniczne. Równocześnie Zygmunt Jaxa-Chamiec organizował spółkę Polskie Radio, jego wspólnikami zostali: dyrektor koncernu Siła i Światło – Tadeusz Sułowski, polityk – Leopold Skulski, działacz gospodarczy – Piotr Stanisław Drzewiecki, pionier radiotechniki – Władysław Heller oraz dyrektor Państwowej Wytwórni Aparatów Telefonicznych i Telegraficznych – Ludwik Chełmiński, który reprezentował 40% udział kapitałowy wartości majątku rzeczowego, który rząd polski wniósł w wartych 500 000,00 złotych akcjach. W 1925 roku został wybrany na dyrektora naczelnego Polskiego Radia, radiostacja swój pierwszy program nadała 18 kwietnia 1926 roku, z inicjatywy Zygmunta Jaxy-Chamca wszystkich pięć stacji nadawczych do 1930 roku rozpoczęło regularne nadawanie programów (stacja Warszawa nadawała jako pierwsza od 2 stycznia 1927 roku).
Jako pierwszy w Europie wystąpił do RAVAG z propozycją transmisji koncertu z Filharmonii Warszawskiej do Austrii, a następnie koncertu radiowego z Wiednia do Warszawy. W uznaniu przeprowadzenia tak nowatorskiego przedsięwzięcia podczas odbywających się 28–29 czerwca 1927 roku w Pradze obrad Komisji dla Intelektualnego i Kulturalnego Zbliżenia Narodów Międzynarodowej Unii Radiofonicznej Zygmunt Jaxa-Chamiec został wybrany prezesem Komisji Transmisji i Wymiany Programów (pełnił ją do 1936 roku). W 1930 roku rozpoczęto budowę radiostacji w Raszynie, sfinansowano ją dzięki pożyczce zagranicznej (równowartość 10 milionów ówczesnych złotych) udzielonej m.in. dzięki wysokiej pozycji dyrektora naczelnego Polskiego Radia w środowisku światowej radiofonii. Pierwszą próbną transmisję przeprowadzono 7 lutego 1931 roku. Chamiec przebywał wówczas na posiedzeniu Międzynarodowej Unii Radiofonicznej w Semmeringu, prezentacja polskiej audycji wywołała podziw uczestników, a on sam został przez pozostałych uczestników nazwany dyrektorem najsilniejszej europejskiej radiowej stacji nadawczej. Od 15 kwietnia 1931 roku nadajnik w Raszynie nadawał z pełną mocą, sprawiło to, że Warszawę odwiedził sir John Charles Walsham Reith. Najwybitniejszy wówczas specjalista w zakresie radiofonii przebywał od 15 do 26 sierpnia i był gościem Zygmunta Jaxy-Chamca.
W uznaniu zasług dla rozwoju polskiej radiofonii, pozyskania środków na jej dalszy rozwój minister Ignacy Boerner w dniu 1 kwietnia 1933 roku odznaczył Zygmunta Jaxę-Chamca Krzyżem Oficerskim Orderu Odrodzenia Polski. Po śmierci Boernera ministrem poczty i telegrafu został płk łączności Emil Kaliński, który postanowił zwiększyć udziały Skarbu Państwa w spółce Polskie Radio i przeprowadzić szeroko zakrojone zmiany personalne. W pierwszych dniach lipca 1935 roku Zygmunt Jaxa-Chamiec został wybrany jednym z czterech wiceprzewodniczących Międzynarodowej Unii Radiofonicznej, w związku z tym 6 lipca przestał pełnić funkcję dyrektora naczelnego. Zastąpił go Roman Starzyński.
W 1936 roku związał się z branżą filmową, przy pomocy prywatnego kapitału chciał w ramach Polskiej Spółki Filmowej wybudować nowoczesne atelier dźwiękowe i produkować filmy na światowym poziomie. Jego wspólnikami zostali Tadeusz Sułowski, Mieczysław Broniewski i reżyser Romuald Gantkowski, który był związany z ówczesnym rządem. Pierwszą produkcją był melodramat Płomienne serca, którego budżet należał do najwyższych w dwudziestoleciu. Romuald Gantkowski wyreżyserował film o silnych cechach propagandowych, współpracowały przy jego powstaniu niemieckie firmy branży filmowej. Sprawiło to, że spotkał się on z radykalnym bojkotem środowisk żydowskich, a ponadto nie doszło do planowanej wymiany filmowej z Niemcami. Na początku 1939 roku Polska Spółka Filmowa zbankrutowała.
Podczas kampanii wrześniowej zaangażował się w tworzenie struktur organizacyjnych Straży Obywatelskiej, a następnie kierował tamtejszym sekretariatem. Podczas II wojny światowej Zygmunt Jaxa-Chamiec przebywał w Warszawie, a po upadku powstania udało mu się przedostać do Katowic, gdzie przebywał do końca działań wojennych. Zmarł w wyniku choroby nowotworowej w mieszkaniu Haliny Sosnowskiej 27 grudnia 1948 roku.

## Ordery i odznaczenia
- Krzyż Oficerski Orderu Odrodzenia Polski (9 listopada 1932)[5]